# 명랑히어로
《명랑 히어로》는 2008년 3월 29일부터 2009년 3월 28일까지 MBC에서 방송되었던 전 버라이어티 프로그램이다. 7인의 MC가 모여 한주간의 한국에서 일어난 사회소식들에 대하여 이야기하는 프로그램이다.
MBC가 내 여자를 끝으로 주말특별기획드라마를 폐지함에 따라 2008년 11월 22일부터 토요일 밤 10시 35분으로 시간대가 이동하여 방송했으며 2008년 8월 중순부터는 이경규가 합류했다.
방송사의 개편이 진행될 때마다 10분씩 연장됨에 따라 현재는 80분에 걸쳐 방영되는데 명랑한 회고전이 60분, 명랑 토론회가 15~20분 내외로 편성된다. 42회를 끝으로 종영하였으며 4월 4일부터는 위 방송 시간대에 일요일 일요일 밤에의 프로그램이었던 세상을 바꾸는 퀴즈 (이하 '세바퀴')가 독립하여 방영됐다.
한편, 이 프로그램은 여러 차례의 막말방송 때문에 방송통신심의위원회로부터 '권고' '주의' 조치를 받았다.

## 진행
- 박미선
- 김국진
- 김구라
- 신정환 — 48회까지
- 윤종신
- 김성주 — 46회까지[4]
- 이하늘 — 46회까지
- 이경규 — 10회부터 고정 게스트로
- 지상렬 — 47회
- 최양락 — 48회부터 49회까지

## 제작진
- 기획 / 책임프로듀서 : 여운혁
  - 대표 연출작 : 《일요일 일요일 밤에》, 《이문세의 오아시스》, 《무한도전》, 《황금어장》, 《질풍노도 라이벌》, 《!느낌표》, 《강호동의 천생연분》, 《목표달성 토요일》, 《코미디하우스》, 《음악캠프》, 《뉴논스톱》, 《남자 셋 여자 셋》, 《쇼 토요특급》
- 연출 : 김유곤
  - 대표 연출작 : 《!느낌표》, 《토요일》, 《일요일 일요일 밤에 - 이경규의 몰래카메라》
- 조연출 : 이병혁, 김민지
- 작가 : 최대웅, 황선영, 오유선, 전상희, 최석경, 김란주

## 역대 방영 코너
- 한반도, 지금 행복한가? : 7인의 MC들이 한주간 보도된 뉴스를 발표하고 그 뉴스에 태클을 걸어보면서 한반도의 행복도를 체크한다. 코너 끝에 '지난주 한반도는 □□□였다!!'하고 MC들이 정리를 하는 시간이 있는데, 5회방 송부터는 가장 공감가는 멘트를 한 MC에게 제작진이 구두상품권을 선물하고 있다.
- 명랑히어로 어워즈 : 우리 사회를 명랑하게 만드는 숨은 히어로를 찾아내 어디에 있든지 간에 트로피를 전달하고야 마는 찾아가는 배달형 시상식! 이라고 표방하고 있다. 트로피는 MBC의 캐릭터인 'M BIC'의 플라스틱 모형이다.
- 두 번 살다 : '인생 뒤돌아보기'란 취지 아래, MC들의 생전 장례식을 통해 지인들이 그들의 삶은 어떻게 평가하는지를 알아보고자 기획됐다. 2008년 9월 14일(23화), 추석특집으로 두번 살다 - 이경규편을 시작으로 포맷을 변경하였다.
- 명랑토론회 : 매주 게스트가 토론하고 싶은 주제를 선정하여 책, 영화, 문화, 사회 등 다양한 분야에 대한 자유로운 토론을 가지는 시간이다.
- 명랑한 회고전 : 어느 한 연예인이 출연해서 자신의 인생을 돌아보고, 자신이 생각하는 나의 모습과 지인들이 생각하는 자신의 모습에 대한 차이점을 발견해 보는 시간이다.

## 특징
- 이전의 프로그램인 공부의 제왕은 3%라는 저조한 시청률을 기록한 채 14회로 조기종영하였고, MBC는 후속으로 《명랑 히어로》를 편성하였는데 다행히도 동시간대 시청률을 7~8%로 끌어올리며 위기를 넘겼다.
- MBC 황금어장의 라디오 스타 코너에 출연 중인 신정환, 김구라, 김국진, 윤종신은 모두 《명랑 히어로》에 출연하고 있어, 언론에서는 라디오 스타에 시사를 접목했다고 소개하고 있다.
- 박미선은 MBC 《명랑 히어로》를 출연 하기 전에 SBS 있다! 없다?의 진행을 맡았었으나, 해당 프로그램이 《명랑 히어로》와 동시간대인 토요일 오후 5시 30분으로 옮겨지면서 중복출연을 하게 되었다는 이유로 《있다! 없다?》에서 하차하게 되었다.
- 김성주는 프리랜서 선언 이후 1년 만에 MBC로 복귀하게 되었다.[5]
- DJ DOC의 멤버 이하늘은 MBC 황금어장의 무릎팍 도사에 게스트로 출연한 것을 통해 황금어장의 여운혁 CP와의 인연이 되어 《명랑 히어로》에도 고정출연하게 되었다고 1회에 밝힌 적이 있다.
- 이경규는 10화(2008년 5월 31일에 방영)부터 특별회원 자격으로 매 회 출연해왔고, 2008년 8월에 다른 MC들의 동의를 얻어 고정 MC로 확정되었다.
- 시사적인 내용이 많이 다루어졌으나, 23회 한가위 특집부터 연예인의 과거사를 다루는 형식으로 바뀌었다.
- 시청률 저조 등의 이유로 49회를 끝으로 폐지되었으며, 2009년 4월 4일부터는 일요일 일요일 밤에의 프로그램이었던 세바퀴가 독립 편성되어 방송되었다. (약 1년간 방송됨)

## 방영 목록
| 회차          | 방송일           | 코너 | 게스트                                                                          | 진행                                                           | 시청률 | 시청률  |
| 회차          | 방송일           | 코너 | 게스트                                                                          | 진행                                                           | TNmS   | AGB닐슨 |
| ------------- | ---------------- | --- | ------------------------------------------------------------------------------- | -------------------------------------------------------------- | ------ | ------- |
| 1회           | 2008년 3월 29일  | - 대국민 설문조사 — 김구라 - 내가 뽑은 뉴스 톡! - 물가를 고민하다(김구라) - 경제를 걱정하다(신정환) - 등록금 인상을 걱정하다(이하늘) - 지난한주 한반도는 행복했나? - 명랑히어로 어워즈 — 가장 부러운 부부는?                                    |                                                                                 | 김구라, 김국진, 김성주, 박미선, 윤종신, 신정환, 이하늘         |        |         |
| 2회           | 2008년 4월 5일   | - 회원동정 - 설문조사 — 신정환 - 내가 뽑은 뉴스 톡! 한반도 지금 행복한가 - 먹을거리를 걱정하다(김국진) - 예능 프로그램을 이야기하다(윤종신) - 집값을 고민하다(신정환) - 지난주 한반도는 □□□다 - 명랑히어로 어워즈 — 3월을 명랑하게 만든 인물은? |                                                                                 | 김구라, 김국진, 김성주, 박미선, 윤종신, 신정환, 이하늘         |        |         |
| 3회           | 2008년 4월 12일  | - 회원동정 - 내가 뽑은 뉴스 톡! 한반도 지금 행복한가 - 아이들을 걱정하다(김구라) - 폭력을 비판하다(이하늘) - 언론을 이야기하다(윤종신) - 명랑히어로 어워즈 — 존재감 최고 인물?                                                                  |                                                                                 | 김구라, 김국진, 김성주, 박미선, 윤종신, 신정환, 이하늘         |        |         |
| 4회           | 2008년 4월 19일  | - 내가 뽑은 뉴스 톡! 한반도 지금 행복한가 - 정치 무관심을 걱정하다(신정환) - 우열반을 걱정하다(이하늘) - 꾸미는 남자를 말하다(박미선) - 지난주 한반도는 □□□다 - 명랑히어로 어워즈 — 대인관계 최고의 인물?                                       | 유정현(전화 연결)                                                               | 김구라, 김국진, 김성주, 박미선, 윤종신, 신정환, 이하늘         |        |         |
| 5회           | 2008년 4월 26일  | - 내가 뽑은 뉴스 톡! 한반도 지금 행복한가 - 정치현실을 말하다(이하늘) - 가상 버라이어티를 이야기하다(박미선) - 취업난을 걱정하다(김성주) - 지난주 한반도는 □□□다 - 명랑히어로 어워즈 — 이 시대 최고의 싱글은?                                   | 서인영, 크라운제이                                                              | 김구라, 김국진, 김성주, 박미선, 윤종신, 신정환, 이하늘         |        |         |
| 6회           | 2008년 5월 3일   | - 회원동정 보고 - 내가 뽑은 뉴스 톡! 한반도 지금 행복한가 - 쇠고기 수입개방을 걱정하다(김구라) - 노이즈 마케팅을 이야기하다(박미선) - 얼리버드 열풍을 말하다(이하늘) - 지난주 한반도는 □□□다 - 명랑히어로 어워즈 — 4월을 명랑하게 만든 인물?    |                                                                                 | 김구라, 김국진, 김성주, 박미선, 윤종신, 신정환, 이하늘         |        |         |
| 7회           | 2008년 5월 10일  | - 회원동정 - 내가 뽑은 뉴스 톡! 한반도 지금 행복한가 - 물가상승을 걱정하다(이하늘) - 개인정보유출을 걱정하다(김국진) - 새로운 기업풍속도를 말하다(박미선) - 지난주 한반도는 □□□다 - 명랑히어로 어워즈 — 내 생애 최고의 스승은?                  |                                                                                 | 김구라, 김국진, 김성주, 박미선, 윤종신, 신정환, 이하늘         |        |         |
| 8회           | 2008년 5월 17일  | - 내가 뽑은 뉴스 톡! 한반도 지금 행복한가 - 교육정책을 이야기하다(김성주) - 새로운 장례문화를 말하다(박미선) - 지난주 한반도는 □□□다 - 명랑히어로 어워즈 — 직업정신이 가장 투철한 인물                                                          | 김장훈                                                                          | 김구라, 김국진, 김성주, 박미선, 신정환, 윤종신                 |        |         |
| 9회           | 2008년 5월 24일  | - 내가 뽑은 뉴스 톡! 한반도 지금 행복한가 - 노동조건을 걱정하다(이하늘) - 연상녀-연하남 커플을 말하다(윤종신) - 국회를 깨우다(박미선) - 지난주 한반도는 □□□다 - 특별 회원 섭외 — 이경규 - 명랑히어로 어워즈 — 가장 아름다운 가정                | 장나라, 이경규(전화 연결)                                                       | 김구라, 김국진, 이하늘, 박미선, 김성주, 신정환, 윤종신         |        |         |
| 10회          | 2008년 5월 31일  | - 내가 뽑은 뉴스 톡! 한반도 지금 행복한가 - 독도를 지켜라(이하늘) - 올드스타를 이야기하다(윤종신) - 지난주 한반도는 □□□이었다 - 명랑히어로 어워즈 — 우리를 웃게 만들어준 영웅은?                                                                | 이경규, 김장훈                                                                  | 김구라, 김국진, 이하늘, 박미선, 김성주, 신정환, 윤종신         |        |         |
| 11회          | 2008년 6월 7일   | - 내가 뽑은 뉴스 톡! 한반도 지금 행복한가 - 따로따로 수학여행?(신정환) - 우리 사회의 성교육을 고민하다(박미선) - 지난주 한반도는 □□□다 - 명랑히어로 어워즈 — 우리를 웃게 만들어준 명랑히어로는?                                                 | 이경규                                                                          | 김구라, 김국진, 이하늘, 박미선, 김성주, 신정환, 윤종신         |        |         |
| 12회          | 2008년 6월 14일  | - 내가 뽑은 뉴스 톡! 한반도 지금 행복한가 - 촛불집회를 말하다(김구라) - 환경을 걱정하다(김국진) - 지난주 한반도는 □□□다 - 명랑히어로 어워즈 | 호란, 이경규                                                                    | 김구라, 김국진, 이하늘, 박미선, 김성주, 신정환, 윤종신         |        |         |
| 13회          | 2008년 6월 21일  | - 내가 뽑은 뉴스 톡! 한반도 지금 행복한가 - 고유가시대 대책을 고민하다(김구라) - 결혼과 이혼을 말하다(박미선) - 지난주 한반도는 □□□다 - 명랑히어로 어워즈                                                                                       | 성시경, 이경규                                                                  | 김구라, 김국진, 이하늘, 박미선, 김성주, 신정환, 윤종신         |        |         |
| 14회          | 2008년 6월 28일  | - 내가 뽑은 뉴스 톡! 한반도 지금 행복한가 - 시험 공화국 24시 ‘학원화로 추락하는 학교’: 교육 무한경쟁을 걱정하다 - 청소년 고민상담 ‘아버지는 왕따’: 왕따아빠(?) 구출작전! - 명랑히어로 어워즈                                                    | 김C, 이경규                                                                     | 김구라, 김국진, 이하늘, 박미선, 김성주, 신정환, 윤종신         |        |         |
| 15회          | 2008년 7월 5일   | - 내가 뽑은 뉴스 톡! 한반도 지금 행복한가 - 직장인 80%, “상사의 사적인 부탁 받은 적 있어”: 처세의 방법 - 인터넷 토론장서 3M원칙 지키자: 인터넷 토론 약인가? 독인가? - 지난주 한반도는 □□□다 - 명랑히어로 어워즈                                 | 성대현, 이경규, 윤라익                                                          | 김구라, 김국진, 이하늘, 박미선, 김성주, 신정환, 윤종신         |        |         |
| 16회          | 2008년 7월 12일  | - 내가 뽑은 뉴스 톡! 한반도 지금 행복한가 - 남학생들, ‘남녀 공학’ 기피: 남학생의 남녀공학 기피현상 - 닮은 프로그램, 표절인가 진화인가? - 지난주 한반도는 □□□다 - 명랑히어로 어워즈                                                              | 신해철, 이경규                                                                  | 김구라, 김국진, 김성주, 박미선, 이하늘, 윤종신                 |        |         |
| 17회          | 2008년 7월 19일  | - 내가 뽑은 뉴스 톡! 한반도 지금 행복한가 - 중산층 붕괴현상을 걱정하다 - 청소년 암행어사단 논란 - 명랑히어로 어워즈 | 신해철, 이경규                                                                  | 김구라, 김국진, 김성주, 박미선, 이하늘, 신정환, 윤종신         |        |         |
| 18회          | 2008년 7월 26일  | - 내가 뽑은 뉴스 톡! 한반도 지금 행복한가 - 히딩크의 소통법: 한국축구의 살길 히딩크식 소통법? - 독도문제와 한류스타들 - 돈이 사람을 바꾼다?! (김구라) - 명랑히어로 어워즈                                                                       | 김동완, 이경규                                                                  | 김구라, 김국진, 김성주, 박미선, 이하늘, 신정환, 윤종신         |        |         |
| 19회          | 2008년 8월 2일   | - 내가 뽑은 뉴스 톡! 한반도 지금 행복한가 - 이성 의식해서 벗는 거 아니에요!(김성주) - 무자식이 상팔자!(이경규) - 명랑히어로 어워즈 — 김철민 | 이기찬, 옥주현, 이경규                                                          | 김구라, 김국진, 김성주, 박미선, 이하늘, 신정환, 윤종신         |        |         |
| 20회          | 2008년 8월 23일  | 20회 특집 - 20회 기념 이벤트 — MC들의 20대 사진 - 내가 뽑은 뉴스 톡! 한반도 지금 행복한가 - 밀가루값 내려도 라면, 빵값은 못 내린다?(이하늘) - 엄마의 가출? 엄마의 안식년!(김성주) - 명랑히어로 어워즈 — 올림픽 대표선수                         | 양희은                                                                          | 이하늘, 박미선, 이경규, 김국진, 윤종신, 신정환, 김구라, 김성주 |        |         |
| 21회          | 2008년 8월 30일  | - 내가 뽑은 뉴스 톡! 한반도 지금 행복한가 - 베이징올림픽 다시 보기(박미선) - 영어열풍과 영어몰입교육(이하늘) - 엽기적인 학원폭력(김구라) - 명랑히어로 어워즈 — 신지애                                                                           | 정형돈, 이경규                                                                  | 이하늘, 박미선, 김국진, 윤종신, 신정환, 김구라, 김성주         |        |         |
| 22회          | 2008년 9월 6일   | - 전직 국회의원과의 인터뷰 — 정한용 - 내가 뽑은 뉴스 톡! 한반도 지금 행복한가 - 국제 중학교 찬반토론(박미선) - 스포츠 스타의 방송출연 독인가? 약인가?(김구라) - 명랑히어로 어워즈 — 조성숙(태릉선수촌 영양사)                                   | 정한용, 이경규                                                                  | 이하늘, 박미선, 김국진, 윤종신, 신정환, 김구라, 김성주         |        |         |
| 23회          | 2008년 9월 13일  | 한가위 특집 - 이경규, 두 번 살다! - 내가 아는 이경규는 □□□였다 - 추도식 | 이경규, 붐, 이윤석, 김흥국, 이계인, 황기순, 김용만                              | 이하늘, 박미선, 김국진, 윤종신, 신정환, 김구라, 김성주         |        |         |
| 24회          | 2008년 9월 20일  | - 두 번 살다 — 김구라 편 - 김구라는 □□이었다 - 추도식 | 김제동(영상), 김장훈(전화 연결), 이광기, 김경민, 홍석천, 손담비, 문희준, 김태원 | 이하늘, 박미선, 김국진, 김구라, 이경규, 윤종신, 신정환, 김성주 |        |         |
| 25회          | 2008년 9월 27일  | - 두 번 살다 — 신정환 편 - 추도식 | 고영욱, 성대현, 정종철, 김영철, 임형준, 김건모                                  | 이하늘, 박미선, 김국진, 김구라, 이경규, 윤종신, 신정환, 김성주 |        |         |
| 26회          | 2008년 10월 11일 | - 두 번 살다 — 이하늘 편 - 추도식 | 김창렬, 정재용, 임창정, 화요비, 길, 이현배, 마부스                              | 이하늘, 박미선, 김국진, 김구라, 이경규, 윤종신, 신정환, 김성주 |        |         |
| 27회          | 2008년 10월 18일 | - 두 번 살다 — 김건모 편 - 추도식 | 김건모, 원더걸스, 유영석, 표인봉, 쿨, 구준엽, 채연                              | 이하늘, 박미선, 김국진, 김구라, 이경규, 윤종신, 신정환, 김성주 |        |         |
| 28회          | 2008년 10월 25일 | - 두 번 살다 — 박미선 편 - 추도식 | 김지선, 임예진, 황보, 박준규, 박은영, 신영일, 김영철, 송은이, 김숙              | 이하늘, 박미선, 김국진, 김구라, 이경규, 윤종신, 신정환, 김성주 |        |         |
| 29회          | 2008년 11월 1일  | - 두 번 살다 — 김종서 편 - 추도식 | 김종서, 데프콘, 김C, 이정용, 김철기, 이계인, 권기선, 이훈, 성대현, 김태원       | 이하늘, 박미선, 김국진, 김구라, 이경규, 윤종신, 신정환, 김성주 |        |         |
| 30회          | 2008년 11월 8일  | - 두 번 살다 — 변진섭 편 - 추도식 | 변진섭, 유리상자, 솔비, 원미연, 김태형, 양원경, 윤일상, 변기수                  | 이하늘, 박미선, 김국진, 김구라, 이경규, 윤종신, 신정환, 김성주 |        |         |
| 31회          | 2008년 11월 15일 | - 두 번 살다 — 김성주 편 - 추도식 | 강수정, 신영일, 권진영, 임혁필, 변기수, 캔, 전기영, 김재범                      | 이하늘, 박미선, 김국진, 김구라, 이경규, 윤종신, 신정환, 김성주 |        |         |
| MBC 가을 개편 |                  | |                                                                                 |                                                                |        |         |
| 32회          | 2008년 11월 22일 | - 두 번 살다 — 이영하 편 - 추도식 - 명랑 독서 토론회 — «남자의 향기»(지석진) - 안부 토크 | 이영하, 유지인, 박준, 정한용, 홍록기, 사오리, 노현희                            | 윤종신, 이경규, 박미선, 김국진, 김구라                         |        |         |
| 32회          | 2008년 11월 22일 | - 두 번 살다 — 이영하 편 - 추도식 - 명랑 독서 토론회 — «남자의 향기»(지석진) - 안부 토크 | 지석진, 김신영                                                                  | 이하늘, 신정환, 김구라, 김성주                                 |        |         |
| 33회          | 2008년 11월 29일 | - 두 번 살다 — 정준하 편 - 추도식 - 명랑 독서 토론회 — «영혼을 위한 닭고기 수프»(휘성) - 스타 안부 토크 - 한줄 서평 쓰기 | 정준하, 정형돈, 김원준, 심은진, 안선영, 최종훈, 진갑용, 김민재                  | 윤종신, 이경규, 박미선, 김국진, 김구라                         |        |         |
| 33회          | 2008년 11월 29일 | - 두 번 살다 — 정준하 편 - 추도식 - 명랑 독서 토론회 — «영혼을 위한 닭고기 수프»(휘성) - 스타 안부 토크 - 한줄 서평 쓰기 | 휘성, 솔비                                                                      | 이하늘, 신정환, 김구라, 김성주                                 |        |         |
| 34회          | 2008년 12월 6일  | - 두 번 살다 — 윤종신 편 - 추도식 - 명랑 독서 토론회 — 《바보》 | 박정현, 유희열, 장호일, 장항준                                                  | 신정환, 이경규, 박미선, 김국진, 김구라                         |        |         |
| 34회          | 2008년 12월 6일  | - 두 번 살다 — 윤종신 편 - 추도식 - 명랑 독서 토론회 — 《바보》 | 이수영, 전진                                                                    |                                                                |        |         |
| 35회          | 2008년 12월 13일 | - 두 번 살다 — 공형진 편 - 추도식 - 명랑 독서 토론회 — 《서른, 잔치는 끝났다》(백지영) | 공형진, 이경실, 조미령, 환희, 강성진                                            | 윤종신, 이경규, 박미선, 김국진, 김구라                         |        |         |
| 35회          | 2008년 12월 13일 | - 두 번 살다 — 공형진 편 - 추도식 - 명랑 독서 토론회 — 《서른, 잔치는 끝났다》(백지영) | 김흥국, 백지영                                                                  |                                                                |        |         |
| 36회          | 2008년 12월 20일 | - 명랑한 회고전 — 김국진 편 - 토크 트리 - 명랑 독서 토론회 — «반짝반짝 빛나는»(박진희) - 엄마 모시고 와 | 박수홍, 김용만, 김수용                                                          | 윤종신, 박미선, 김국진, 이경규, 김구라                         |        |         |
| 36회          | 2008년 12월 20일 | - 명랑한 회고전 — 김국진 편 - 토크 트리 - 명랑 독서 토론회 — «반짝반짝 빛나는»(박진희) - 엄마 모시고 와 | 박진희                                                                          | 이하늘, 신정환, 윤종신, 김성주, 김구라, 김국진                 |        |         |
| 37회          | 2008년 12월 27일 | - 명랑한 회고전 — 김국진 편(2) - 본격 해부 — 김국진을 말하다 - 사랑의 휴지통 — 김국진 이것만은 버려라 - 명랑 독서 토론회 — 《네가 어떤 삶을 살든 나는 너를 응원할 것이다》(현영)                                                                | 박수홍, 김용만, 김수용                                                          | 윤종신, 박미선, 김국진, 이경규, 김구라                         |        |         |
| 37회          | 2008년 12월 27일 | - 명랑한 회고전 — 김국진 편(2) - 본격 해부 — 김국진을 말하다 - 사랑의 휴지통 — 김국진 이것만은 버려라 - 명랑 독서 토론회 — 《네가 어떤 삶을 살든 나는 너를 응원할 것이다》(현영)                                                                | 현영                                                                            | 신정환, 윤종신, 박미선, 김국진, 김구라, 김성주                 |        |         |
| 38회          | 2009년 1월 3일   | - 명랑한 회고전 — 유오성 편 - 토크 트리 - 본격 해부 — 유오성을 말한다 - 명랑 독서 토론회 — 《네가 어떤 삶을 살든 나는 너를 응원할 것이다》(2)                                                                                                   | 유오성, 송선미, 최성국, 정두홍, 정준하                                          | 윤종신, 박미선, 이경규, 김국진, 김구라                         |        |         |
| 38회          | 2009년 1월 3일   | - 명랑한 회고전 — 유오성 편 - 토크 트리 - 본격 해부 — 유오성을 말한다 - 명랑 독서 토론회 — 《네가 어떤 삶을 살든 나는 너를 응원할 것이다》(2)                                                                                                   | 현영                                                                            | 신정환, 윤종신, 박미선, 김국진, 김구라, 김성주                 |        |         |
| 39회          | 2009년 1월 10일  | - 명랑한 회고전 — 이봉원 편 - 손님들 근황 - 토크 트리 - 명랑 토론회 — «너도 떠나보면 나를 알게 될꺼야»(이영은), «일본에서 나는, 외국인»(이경규)                                                                                                 | 이봉원, 최양락, 김정렬, 이원종, 김흥국                                          | 김성주, 김구라, 김국진, 윤종신                                 |        |         |
| 39회          | 2009년 1월 10일  | - 명랑한 회고전 — 이봉원 편 - 손님들 근황 - 토크 트리 - 명랑 토론회 — «너도 떠나보면 나를 알게 될꺼야»(이영은), «일본에서 나는, 외국인»(이경규)                                                                                                 | 이영은, 유채영                                                                  | 이하늘, 신정환, 박미선, 이경규, 김구라                         |        |         |
| 40회          | 2009년 1월 17일  | - 명랑한 회고전 — 이봉원 편(2) - 명랑 토론회 — «너도 떠나보면 나를 알게 될꺼야»(2) | 이봉원, 최양락, 김정렬, 이원종, 김흥국                                          | 김성주, 김구라, 김국진, 윤종신                                 |        |         |
| 40회          | 2009년 1월 17일  | - 명랑한 회고전 — 이봉원 편(2) - 명랑 토론회 — «너도 떠나보면 나를 알게 될꺼야»(2) | 이영은, 유채영                                                                  | 이하늘, 신정환, 박미선, 이경규, 김구라                         |        |         |
| 41회          | 2009년 1월 24일  | 설 특집 - 명랑한 회고전 — 장윤정 편 - 안부 토크 - 이력 보고 - 관계 토크 - 명랑 토론회 — 내 인생의 영화 - 브로크백 마운틴(호란) | 장윤정, 지상렬, 박현빈, 양원경, 조원석, 린                                      | 김구라, 윤종신, 이경규, 김국진                                 |        |         |
| 41회          | 2009년 1월 24일  | 설 특집 - 명랑한 회고전 — 장윤정 편 - 안부 토크 - 이력 보고 - 관계 토크 - 명랑 토론회 — 내 인생의 영화 - 브로크백 마운틴(호란) | 호란, 한성주, 황현희                                                            | 이하늘, 신정환, 박미선, 김성주, 김구라                         |        |         |
| 42회          | 2009년 1월 31일  | - 명랑한 회고전 — 장윤정 편(2) - 명랑 토론회 — 내 인생의 영화(2) - 코미디의 왕(황현희) - 맘마 미아!(한성주) | 장윤정, 지상렬, 박현빈, 양원경, 조원석, 린                                      | 김구라, 윤종신, 이경규, 김국진                                 |        |         |
| 42회          | 2009년 1월 31일  | - 명랑한 회고전 — 장윤정 편(2) - 명랑 토론회 — 내 인생의 영화(2) - 코미디의 왕(황현희) - 맘마 미아!(한성주) | 호란, 한성주, 황현희                                                            | 이하늘, 신정환, 박미선, 김성주, 김구라                         |        |         |
| 43회          | 2009년 2월 7일   | - 명랑한 회고전 — 임창정 편 - 명랑 토론회 — 세계 평화(김C) | 임창정, 이하늘, 김창렬, 김현정, 고영욱, 제드(D.Bace)                            | 김구라, 신정환, 김국진, 김성주                                 |        |         |
| 43회          | 2009년 2월 7일   | - 명랑한 회고전 — 임창정 편 - 명랑 토론회 — 세계 평화(김C) | 김C, 김윤아                                                                     | 신정환, 윤종신, 박미선, 이경규, 김구라                         |        |         |
| 44회          | 2009년 2월 14일  | - 명랑한 회고전 — 임창정 편(2) - 토크 트리 - 명랑 토론회 — 세계 평화(2), 일하는 엄마(김윤아) | 임창정, 이하늘, 김창렬, 김현정, 고영욱, 제드                                    | 김구라, 신정환, 김국진, 김성주                                 |        |         |
| 44회          | 2009년 2월 14일  | - 명랑한 회고전 — 임창정 편(2) - 토크 트리 - 명랑 토론회 — 세계 평화(2), 일하는 엄마(김윤아) | 김C, 김윤아                                                                     | 신정환, 윤종신, 박미선, 이경규, 김구라                         |        |         |
| 45회          | 2009년 2월 28일  | - 명랑 토론회 - 명랑한 회고전 — 김장훈 편 - 친구들 안부 - 이력 보고 - 관계 | 김원희                                                                          | 이하늘, 박미선, 신정환, 김성주, 김구라                         |        |         |
| 45회          | 2009년 2월 28일  | - 명랑 토론회 - 명랑한 회고전 — 김장훈 편 - 친구들 안부 - 이력 보고 - 관계 | 김장훈, 이외수, 유희열, 홍경민                                                  | 김구라, 이하늘, 이경규, 김국진, 윤종신                         |        |         |
| 46회          | 2009년 3월 7일   | - 명랑한 회고전 — 김장훈 편(2) - 토크 트리 - 명랑 특종 - 명랑 토론회 — 사랑할 때 버려야 할 아까운 것들(김원희) | 김장훈, 이외수, 유희열, 홍경민                                                  | 김구라, 이하늘, 이경규, 김국진, 윤종신                         |        |         |
| 46회          | 2009년 3월 7일   | - 명랑한 회고전 — 김장훈 편(2) - 토크 트리 - 명랑 특종 - 명랑 토론회 — 사랑할 때 버려야 할 아까운 것들(김원희) | 김원희                                                                          | 이하늘, 박미선, 신정환, 김성주, 김구라                         |        |         |
| 47회          | 2009년 3월 14일  | - 명랑한 회고전 — 최양락 편 - 관계 - 토크 트리 - 본격 해부 — 최양락을 말하다 - 명랑 토론회 — 양락 VS 경규 | 최양락, 전유성, 남희석, 배칠수, 김경식                                          | 김구라, 김국진, 윤종신, 지상렬                                 | 10.2%  | 11.0%   |
| 47회          | 2009년 3월 14일  | - 명랑한 회고전 — 최양락 편 - 관계 - 토크 트리 - 본격 해부 — 최양락을 말하다 - 명랑 토론회 — 양락 VS 경규 | 최양락                                                                          | 신정환, 박미선, 이경규, 김구라                                 | 10.2%  | 11.0%   |
| 48회          | 2009년 3월 21일  | - 명랑한 회고전 — 지상렬 편 - 관계 - 토크 트리 - 본격 해부 — 지상렬을 말하다 - 명랑 토론회 | 지상렬, 노사연, 이혁재, 최양락, 염경환                                          | 김구라, 김국진, 윤종신, 신정환                                 |        |         |
| 48회          | 2009년 3월 21일  | - 명랑한 회고전 — 지상렬 편 - 관계 - 토크 트리 - 본격 해부 — 지상렬을 말하다 - 명랑 토론회 | 이혜영                                                                          | 신정환, 박미선, 최양락, 이경규, 김구라                         |        |         |
| 49회          | 2009년 3월 28일  | - 명랑한 회고전 — 박준형 편 - 친구들 근황 - 토크 트리 - 본격 해부 — 박준형을 말하다 - 명랑 토론회 - 꺼져가는 한류 불씨 어떻게 살릴까(윤손하) - 아이돌의 미래 어떻게 될까(김규종)                                                                | 박준형, 박성호, 장동민, 박휘순, 김지혜, 정종철                                  | 김구라, 이경규, 박미선, 김국진, 윤종신                         |        |         |
| 49회          | 2009년 3월 28일  | - 명랑한 회고전 — 박준형 편 - 친구들 근황 - 토크 트리 - 본격 해부 — 박준형을 말하다 - 명랑 토론회 - 꺼져가는 한류 불씨 어떻게 살릴까(윤손하) - 아이돌의 미래 어떻게 될까(김규종)                                                                | 윤손하, 김규종, 김형준                                                          | 윤종신, 박미선, 최양락, 이경규, 김구라                         |        |         |